# Diamesa garretti
Diamesa garretti is een muggensoort uit de familie van de dansmuggen (Chironomidae). De wetenschappelijke naam van de soort is voor het eerst geldig gepubliceerd in 1965 door Sublette and Sublette.